# Menhir d'en Llach
El menhir d'en Llach està situat a prop de Can Cabanyes al Puig de Cadiretes al terme municipal de Llagostera (Gironès), inclòs a l'Inventari del Patrimoni Arqueològic i Paleontològic de Catalunya.
És de granit rosat-negrós i de tipus fal·liforme, i mesura 74 cm d'ample per 76 de gruix, amb una alçada de 265 cm. A la part superior mostra una inscultura en forma de meandre serpentiforme amb una cassoleta en el seu inici, mentre que la part soterrada, en canvi, no està desbastada. Està datat en el període del Neolític Mitjà/Calcolític entre el 3500 i el 1800 aC.